# Niakhar
Niakhar (bon sérère : Ñaaxar ou Ñakhar,) est une localité de l'ouest du Sénégal.

## Histoire
La petite ville de Niakhar devrait son nom à la linguère Mane o Ndialo. Ce nom viendrait de niakh, une sorte de poudre piquante issue de l'épi de mil quand il est débarrassé des grains de mil. Celui qui ne supporte pas cette poudre serait appelé en sérère un « niakhar ».

## Administration
Niakhar est le chef-lieu de la communauté rurale de Niakhar et de l'arrondissement de Niakhar, situés dans le département de Fatick (région de Fatick).

## Géographie
Les localités les plus proches sont Yenguélé avec près de 1700 habitants,Ndianeme, Sassar, Mboltogne, Ngoyere, Sagnefolo, Sorok, Godaguène, Mbafaye Languème.

### Population
Selon le PEPAM (Programme d'eau potable et d'assainissement du Millénaire), la petite ville de Niakhar compterait 5 857 habitants et 683 ménages.
La population de Niakhar est constituée en grande majorité de Sérères, suivis des Wolofs et des Toucouleurs.